# Terremoto dei Caraibi del 2020
Il terremoto dei Caraibi si è verificato alle 14:10 ora locale (UTC-5) del 28 gennaio 2020. Il sisma di magnitudo 7,7 ha colpito il lato nord della Fossa delle Cayman, a nord della Giamaica e ad ovest della punta meridionale di Cuba, con l'epicentro a 83 miglia a nord di Montego Bay . Le scuole in Giamaica e gli edifici a Miami sono stati evacuati dopo le scosse verificatesi in alcune parti dello stato americano della Florida. È stata avvertita anche una leggera scossa nella penisola dello Yucatan in Messico. Si è trattato del il più forte terremoto dei Caraibi dal 1946. Un avviso di tsunami per il Mar dei Caraibi è stato emesso dal Pacific Tsunami Warning Center e successivamente ritirato.

## Geologia
Alle 14:10 ora locale (UTC-5) del 28 gennaio 2020 si è verificato un movimento della faglia a 125 chilometri (77,7 miglia) a nord - ovest di Lucea, in Giamaica, sul confine tra la placca nordamericana e la placca caraibica  a una profondità di 10 chilometri (6,2 miglia). L'USGS ha stimato che vi era una bassissima probabilità di frane o liquefazione delle sabbie.

## Impatto
Isole CaymanCi sono stati danneggiamenti alle strade e la formazione di doline. Si è registrato un piccolo tsunami di altezza 12,2 cm (0,4 ft).
GiamaicaÈ stato evacuato un edificio di sei piani del campus di Mona nell'Università delle Indie Occidentali, contenente circa 300 studenti.
CubaI tremori sono stati avvertiti sulla costa meridionale dell'isola. Un portavoce della base navale di Guantanamo ha dichiarato che non sono stati segnalati danni o lesioni.
Stati Uniti d'AmericaI tremori sono stati avvertiti in tutta la Florida meridionale e numerosi edifici sono stati evacuati, in particolare nella Contea di Miami-Dade (a 450 miglia di distanza) e nelle Florida Keys . Diversi edifici governativi nel centro di Miami sono stati evacuati, inizialmente su base volontaria fino a quando i vigili del fuoco locali hanno ordinato una completa evacuazione.